# Holger Bohne
Holger Bohne, né le 11 novembre 1950 à Emmerich am Rhein et mort le 14 avril 2022 à Hambourg, est un pilote automobile allemand, essentiellement en rallye et en voitures de tourisme sur circuits.

## Biographie
Sa carrière en compétition automobile fut longue de plus d'une vingtaine d'années, essentiellement durant les années 1970 et 1980.

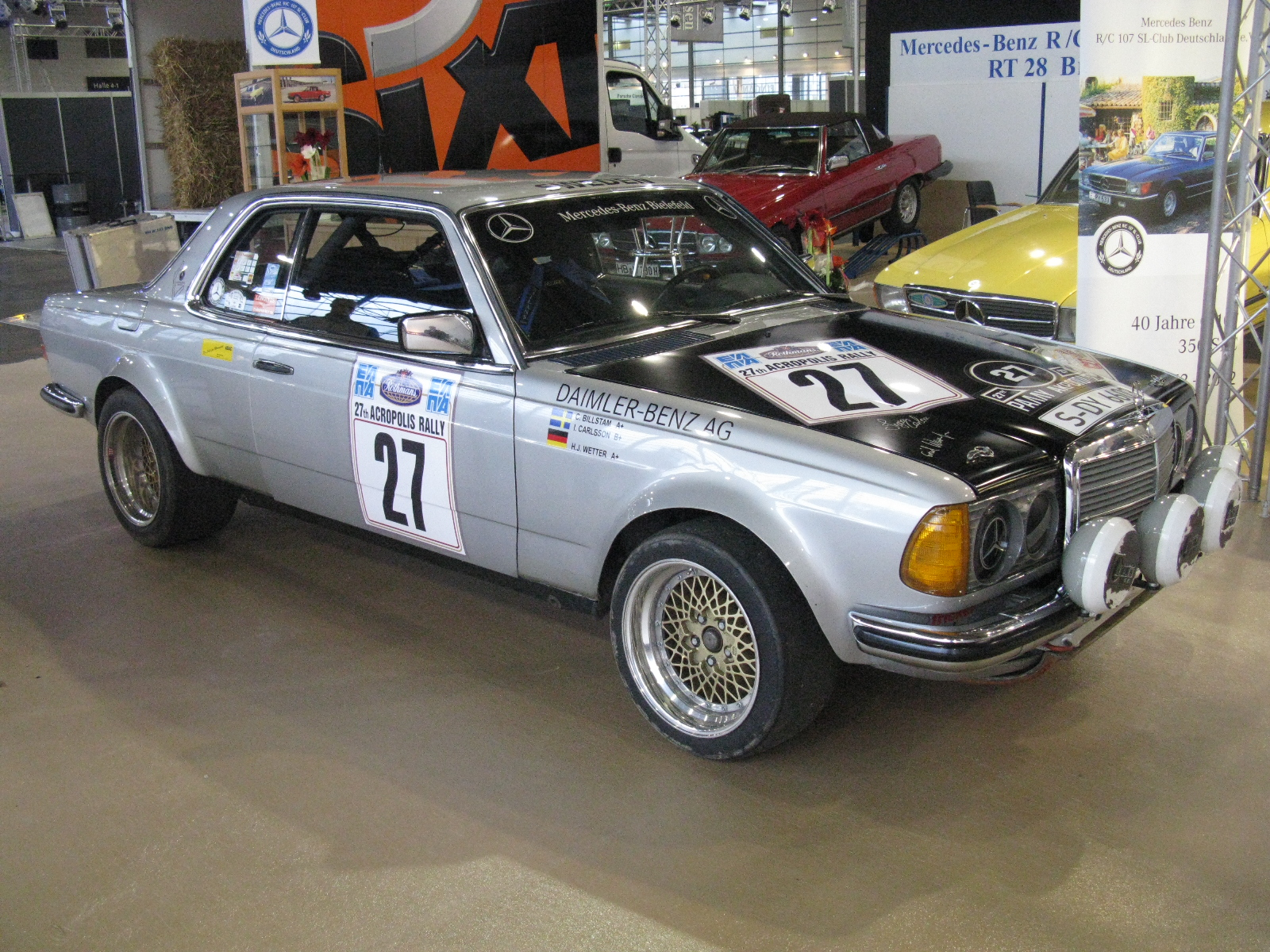
Une Mercedes-Benz 280 CE Rally (ici celle d'Ingvar Carlsson).

Il a obtenu 11 podiums dans des épreuves comptant pour le championnat d'Europe des rallyes, entre 1971 et 1982, et il s'est imposé lors du rallye de Sarre en 1980 (2e en 1979), pour la première fois dans l'histoire de ce championnat avec une voiture strictement de série, la Mercedes-Benz 280 CE (terminant -avec un autre modèle Mercedes- deuxième du rallye de Varsovie la même année, ainsi qu'à deux reprises lors du rallye de Saxe, en 1978 et 1979).
En 1978, Bohne obtient une deuxième place dans la catégorie des voitures de séries au RAC Rally, sur Ford Escort RS. L'année suivante, il manque de justesse un titre national, toujours en rallye, avec une Volkswagen Golf GTi.
Avec ses compatriotes Joachim Springer (1956, 1964 et 1965, sur Ford), Kurt Waldner (1971, 1972 et 1973, sur Opel Ascona), Klaus Fritzinger (1978, 1979 et 1985, sur Toyota, vainqueur de classe du Rallye Monte-Carlo 1983 sur Celica 2000 GT), et Hanno Menne (1975, 1976 et 1977, comme copilote sur Porsche Carrera, également vainqueur en 1976 du rallye de Saxe avec Achim Warmbold), il est l'un des triples vainqueurs -consécutif- du Rallye Tour d'Europe, le plus long (15 000 kilomètres) organisé régulièrement sur le vieux continent, entre 1956 et 1991 (une épreuve d'origine allemande disputée à 34 reprises et réservée à des véhicules là encore strictement de série, avec des rassemblements et sur routes ouvertes), personnellement en 1981,1983 et 1984 (pas d'édition en 1982). Il obtient ses victoires sur Peugeot 505 STI (avec Peter Diekmann), Mercedes 500 SL privée, et Ford Sierra XR8i d'usine (à moteur  8 cylindres de Mustang).
Il participe aussi au Championnat DTM 1985.